# Контула (станція метро)
60°14′10″ пн. ш. 25°5′1″ сх. д. / 60.23611° пн. ш. 25.08361° сх. д.
Контула (фін. Kontula), (швед. Gårdsbacka) — станція метрополітену Гельсінкі. Відкрита 1 листопада 1986 року. Розташована між станціями Мюллюпуро, до якої 1371 м, і Меллунмякі, до якої 1644 м.
Біля станції є стоянка на 273 ровери та 53 автівки. . 
Розташована у кварталі Контула у Східному Гельсінкі. Має вихід до вулиць: Контуланкаарі, Контулантіе і Хусмосстіген. Також має вихід до однойменного торгового центру.
- Пересадки: до автобусів № 78, 92N, 94, 94A, 94B, 94N, 94V, 95, 560, 811, 811B, 812.
- Конструкція: наземна крита з острівною платформою.